# Jehanabad
Jehanabad é uma cidade e sede de administração do distrito de Jehanabad, no estado indiano de Bihar.